# Carleton Washburne
Carleton Wolsey Washburne (Chicago, 2 dicembre 1889 – Okemos, 28 novembre 1968) è stato un pedagogista statunitense.
Espletò la sua attività riferendosi alle idee e al pensiero di John Dewey e alle esperienze vissute da Francis Wayland Parker.
Il testo basilare per il suo pensiero filosofico è l'opera A Living Philosophy of Education (Una filosofia vivente dell'educazione, del 1940), che è stato applicato nel modo più compiuto nel complesso scolastico sperimentale di Winnetka, sobborgo di Chicago.
Qui cercò di realizzare un insegnamento individualizzato che si basava sul libero raggruppamento degli alunni (invece di classi e gruppi) che seguivano un programma ugualmente libero. Il programma era diviso in una parte comune, che sviluppava conoscenze tecniche di base, e una parte libera e creativa.
Principio basilare da cui era mosso Washburne era quello di fornire a tutti le cognizioni necessarie per essere in grado di inserirsi nella società del suo tempo, senza nozionismi, ma valorizzando le disposizioni individuali. 
Dava molta importanza ad esercitazioni personalizzate autocorrettive, in cui ciascuno poteva correggersi ed imparare secondo le sue capacità, così da potersi considerare il precursore dell'istruzione programmata.
Si interessò anche dell'educazione secondo gli aspetti sociali: dalla seconda guerra mondiale si dedicò ai problemi educativi dell'Italia del dopoguerra, e a riformare i programmi scolastici del Ministero della pubblica istruzione.
Nel 1960 pubblicò il volume The World's Good (Il bene del mondo), trattato sulla formazione di una vera mentalità internazionale.

## Opere in italiano
- Le scuole di Winnetka, Firenze, La Nuova Italia, 1952.
- Che cos'è l'educazione progressiva?, Firenze, La Nuova Italia, 1953.
- Filosofia vivente dell'educazione, Firenze, Le Monnier, 1957.
- La formazione dell'insegnante negli Stati Uniti, Firenze, La Nuova Italia, 1958.
- Winnetka. Storia e significato di un esperimento pedagogico, Firenze, La Nuova Italia, 1960.
- Il bene del mondo, Firenze, La Nuova Italia, 1965.
- * Samuel Boussian, Mathias Gardet, Martine Ruchat : L'Internationale des républiques d'enfants (FR) , 2020, éd. Anamorasa, ISBN 9791095772958